# Sarajevo Spartans 2017
Questa voce raccoglie le informazioni riguardanti i Sarajevo Spartans nelle competizioni ufficiali della stagione 2017.

## CEFL Cup 2017

### Stagione regolare
| 8 aprile 2017 | Alp Devils | 22 – 6 | Sarajevo Spartans |  |

| 29 aprile 2017 | Sarajevo Spartans | 13 – 7 | Zagreb Patriots |  |

| 20 maggio 2017 | Zagreb Patriots | 6 – 29 | Sarajevo Spartans |  |

| 27 maggio 2017 | Sarajevo Spartans | 24 – 14 | Alp Devils |  |

### Playoff
| Sarajevo 11 giugno 2017, ore 14:00 | Sarajevo Spartans | 0 – 14 | Belgrade Blue Dragons | Stadio Asim Ferhatović Hase |

## Statistiche di squadra
| Competizione      | %Vittorie | In casa | In casa | In casa | In casa | In casa | In casa | In trasferta | In trasferta | In trasferta | In trasferta | In trasferta | In trasferta | Totale | Totale | Totale | Totale | Totale | Totale |
| Competizione      | %Vittorie | G       | V       | N       | P       | Pf      | Ps      | G            | V            | N            | P            | Pf           | Ps           | G      | V      | N      | P      | Pf     | Ps     |
| ----------------- | --------- | ------- | ------- | ------- | ------- | ------- | ------- | ------------ | ------------ | ------------ | ------------ | ------------ | ------------ | ------ | ------ | ------ | ------ | ------ | ------ |
| Stagione regolare | .750      | 2       | 2       | 0       | 0       | 37      | 21      | 2            | 1            | 0            | 1            | 35           | 28           | 4      | 3      | 0      | 1      | 72     | 49     |
| Playoff           | .000      | 1       | 0       | 0       | 1       | 0       | 14      | 0            | 0            | 0            | 0            | 0            | 0            | 1      | 0      | 0      | 1      | 0      | 14     |
| Totale            | .600      | 3       | 2       | 0       | 1       | 37      | 35      | 2            | 1            | 0            | 1            | 35           | 28           | 5      | 3      | 0      | 2      | 72     | 63     |